# هانز هيرمان
هانز هيرمان (بالألمانية: Hans Herrmann)‏ مواليد 23 فبراير 1928، هو سائق فورملا 1 ألماني سابق كان قد بدأ مسيرته الاحترافية عام 1953. كان أول سباق له هو سباق الجائزة الكبرى الألماني 1953. خاض خلال مسيرته 22 سباقاً. فاز بسباق لو مان 24 ساعة في سنة 1970.

## سباقات شارك فيها
- لو مان 24 ساعة
- بطولة العالم للسيارات الرياضية

## روابط خارجية
- هانز هيرمان على موقع مونزينجر (الألمانية)
- هانز هيرمان على موقع ميوزك برينز (الإنجليزية)
- هانز هيرمان على موقع ديسكوغز (الإنجليزية)
- هانز هيرمان على موقع Racing-Reference.info (الإنجليزية)
- هانز هيرمان على موقع DriverDB.com (الإنجليزية)
- هانز هيرمان على موقع eWRC-results.com (الإنجليزية)